# Uszakowate
Uszakowate (Auriculariaceae Fr.) – rodzina grzybów znajdująca się w rzędzie uszakowców (Auriculariales).

## Systematyka
Pozycja w klasyfikacji według Index Fungorum: Auriculariales, Auriculariomycetidae, Agaricomycetes, Agaricomycotina, Basidiomycota, Fungi.
Takson utworzył Elias Fries w 1838 r. Według Dictionary of the Fungi do rodziny Auriculariaceae należą rodzaje:
- Alloexidiopsis L.W. Zhou & S.L. Liu 2022
- Amphistereum Spirin & Malysheva 2017
- Auricularia Bull. 1780 – uszak
- Eichleriella Bres. 1903 – skórkotrzęsak
- Elmerina Bres. 1912
- Exidia Fr. 1822 – kisielnica
- Exidiopsis (Bref.) Möller 1895 – łojówka
- Fibulosebacea K. Wells & Raitv. 1987
- Heterochaete Pat. 1892 – szczetek
- Heteroradulum Lloyd ex Spirin & Malysheva 2017
- Protodaedalea Imazeki 1955
- Pseudostypella McNabb 1969 – trzęsakówka
- Sclerotrema Spirin & Malysheva 2017
- Tremellochaete Raitv. 1964[2].

Polskie nazwy na podstawie pracy Władysława Wojewody z 2003 r.